# 바르시네

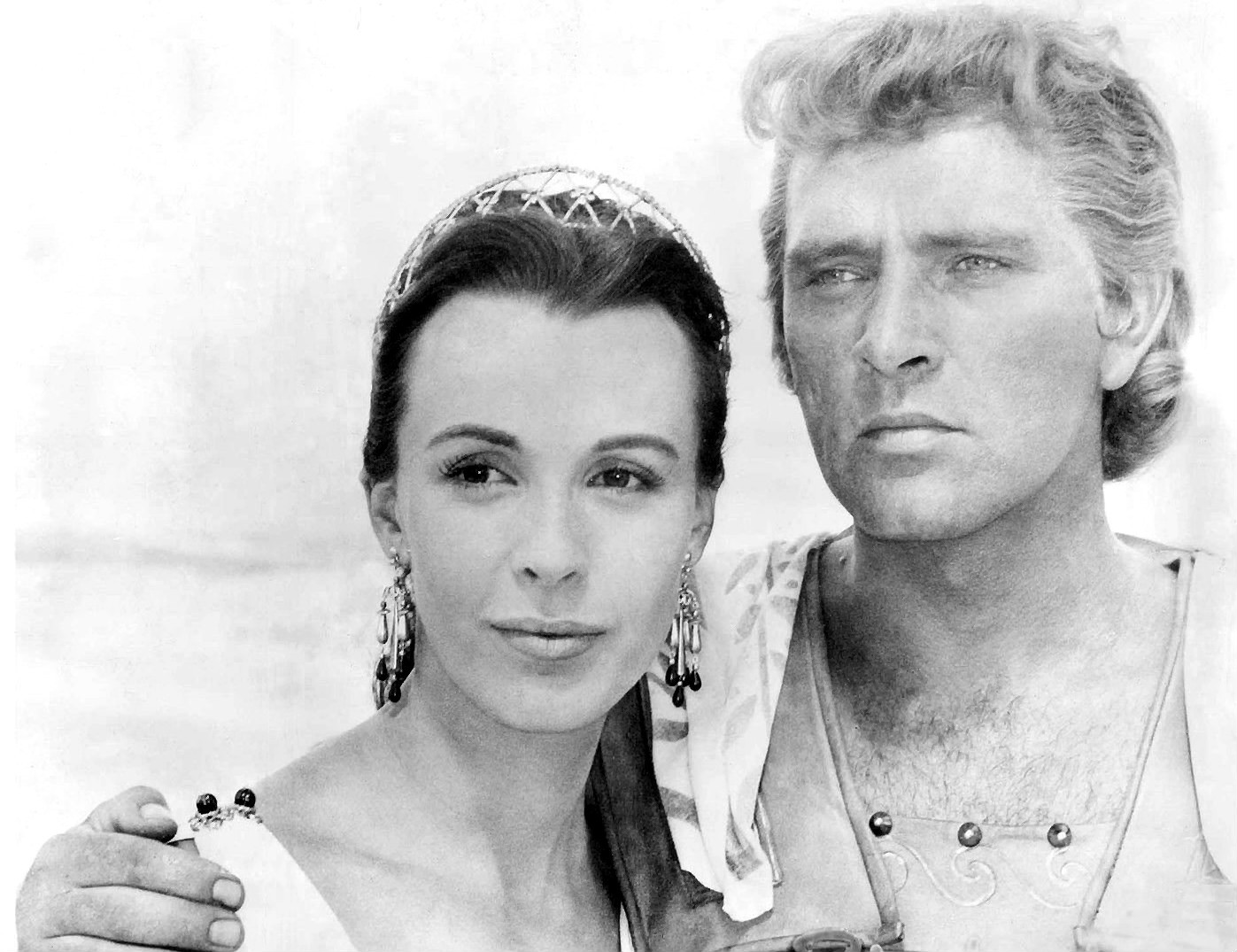

바르시네(고대 그리스어: Βαρσίνη, 라틴어: Barsine, 기원전 363년 경 - 기원전 309년)는 프리기아의 사트라프인 아르타바조스 2세의 딸로 로도스의 멘토르의 아내이며, 그가 죽은 후 멘토르의 동생 멤논의 아내가 된 인물이다.

## 생애
기원전 334년, 알렉산더 3세가 아시아를 침공해, 그녀와 아이들은 멤논에 의해서 충성의 표시로 인질로서 다리우스 3세에게 보내져 이듬해 다마스쿠스가 마케도니아에 점령되면 그녀는 알렉산드로스 3세의 손에 떨어졌고 후궁이 되어 헤라클레스를 낳았다.
기원전 323년에 알렉산드로스 3세가 죽자 네아르코스는 헤라클레스를 왕위에 앉히려 일을 획책했으나 실패했다. 그녀는 기원전 309년에 아들과 함께 카산드로스의 명을 받은 폴리페르콘에 의해 살해당한다. 이로서 알렉산더 3세의 직계 자손은 끊어지게 되었다.

## 같이 보기
- 스타테이라 2세